# Goca Tržan
Gordana "Goca" Tržan (Beograd, 8. srpnja 1974.), srpska pop pjevačica.

## Životopis
Rođena je 8. srpnja 1974. godine u Beogradu, kao prvo dijete majke Rosande i oca Antona. Pohađala je osnovnu školu „25. maj“ u Novom Beogradu (danas „Duško Radović“). Završila je Desetu beogradsku gimnaziju. Nakon gimnazije, upisala je Poljoprivredni fakultet u Beogradu, smjer stočarstvo, kojeg je pohađala dvije godine, da bi prekinula studij kako bi se bavila glazbom.
U to vrijeme je nastupala u amaterskoj predstavi „Ero s onoga svijeta“ na sceni Đuro Salaj[nedostaje izvor].

## Glazbena karijera
Tijekom 1994. godine pjevala je u grupi Distorzija. Na snimanju predstave „Kosa“ upoznala je Mirka Vukomanovića i Gorana Stefanovića, producente grupe Tapiri, koji su ju pozvali da bude njihova pjevačica. Zajedno s Ivanom Pavlović je pjevala u pratećim vokalima, što se svidjelo tadašnjem menadžeru grupe Ganetu Pecikozi. Tada nastaje grupa Tap 011.
Nakon odlaska iz grupe je nastavila samostalnu karijeru. Prvi samostalni album je izdala 1999. godine pod naslovom „U niskom letu“. Album je izdan za izdavačku kuću PGP RTS. 
Drugi album „Želim da se promenim“ je izdan 2001. godine za City records. Na tom albumu se nalazi pjesma „1200 milja“, koju je otpjevala u duetu s Toše Proeskim.
Treći album „Peta strana sveta“ je izdan 2002. godine za DMD Sound, a četvrti album, „Otrov u čaj“ 2004. godine.

## Albumi
- "U niskom letu",
- "Želim da se promenim",
- "Peta strana sveta",
- "Otrov u čaj"
- "Plavi ram"
- "Mastilo"

## Vanjske poveznice
- Službena stranica Goce Tržan(srp.)
- Klub obožavatelja Goce Tržan  Arhivirana inačica izvorne stranice od 12. veljače 2007. (Wayback Machine)